# Sicyopterus
Sicyopterus – rodzaj ryb z rodziny babkowatych.

## Klasyfikacja
Gatunki zaliczane do tego rodzaju:
| - Sicyopterus aiensis - Sicyopterus brevis - Sicyopterus caudimaculatus - Sicyopterus crassus - Sicyopterus cynocephalus - Sicyopterus eudentatus - Sicyopterus fasciatus - Sicyopterus franouxi - Sicyopterus fuliag - Sicyopterus griseus - Sicyopterus hageni - Sicyopterus japonicus - Sicyopterus lacrymosus - Sicyopterus lagocephalus - Sicyopterus laticeps | - Sicyopterus lividus - Sicyopterus longifilis - Sicyopterus macrostetholepis - Sicyopterus marquesensis - Sicyopterus microcephalus - Sicyopterus micrurus - Sicyopterus ouwensi - Sicyopterus parvei - Sicyopterus pugnans - Sicyopterus punctissimus - Sicyopterus rapa - Sicyopterus sarasini - Sicyopterus stimpsoni - Sicyopterus wichmanni |

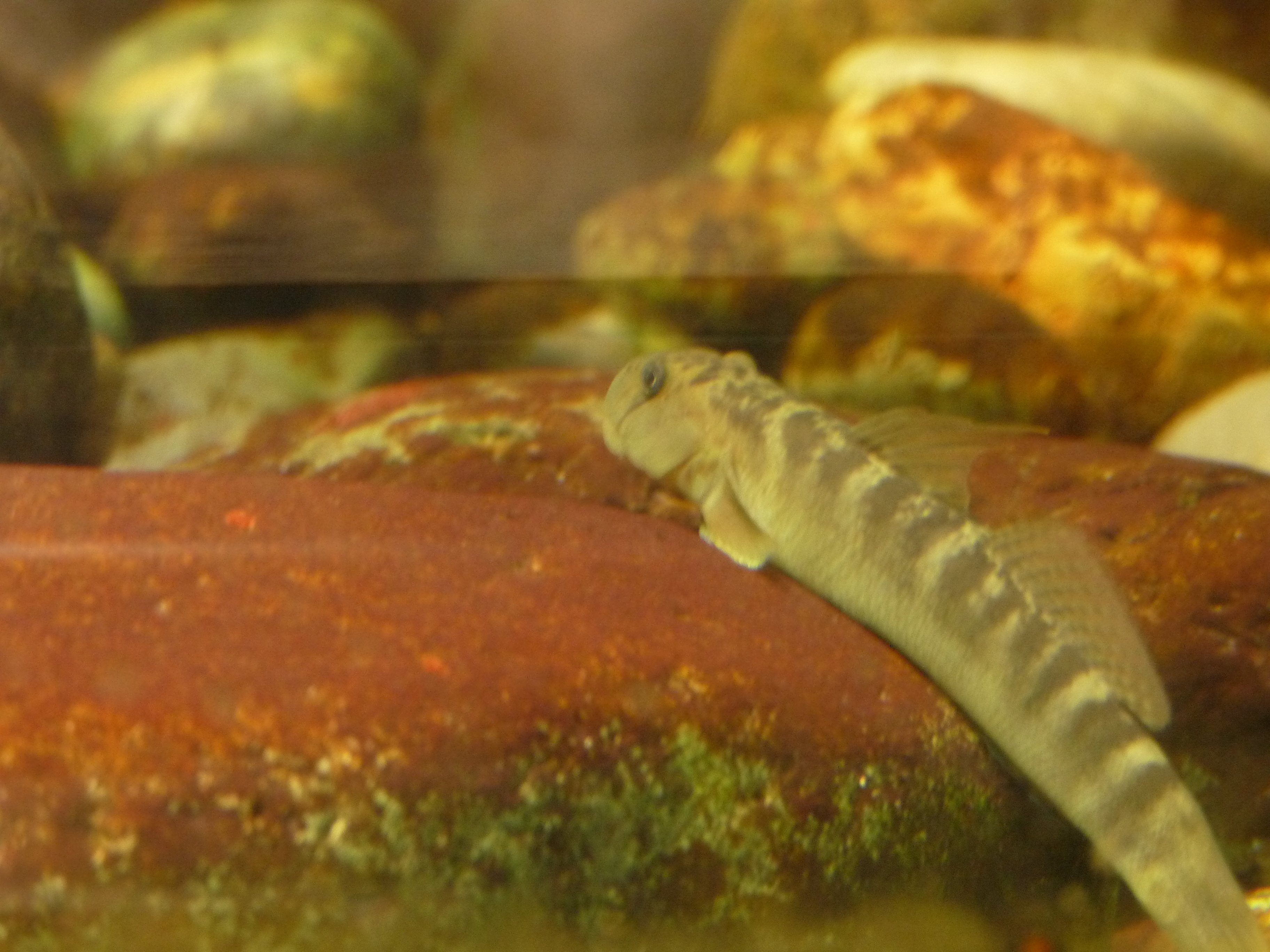
Sicyopterus japonicus
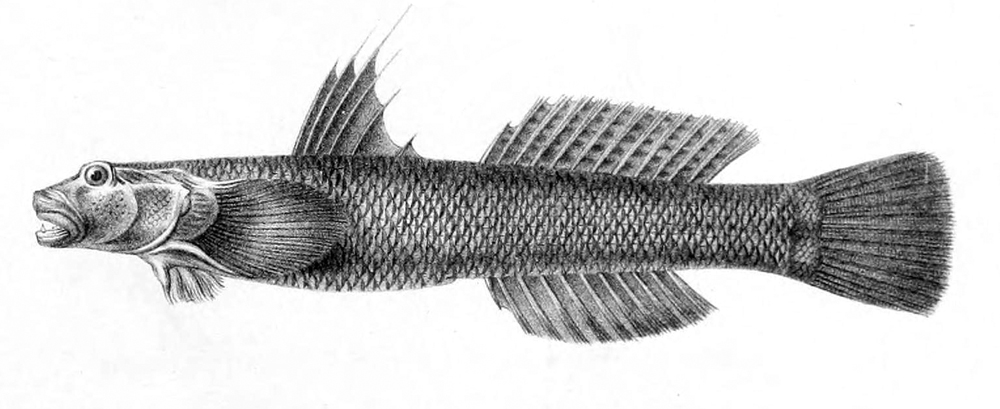
Sicyopterus laticeps
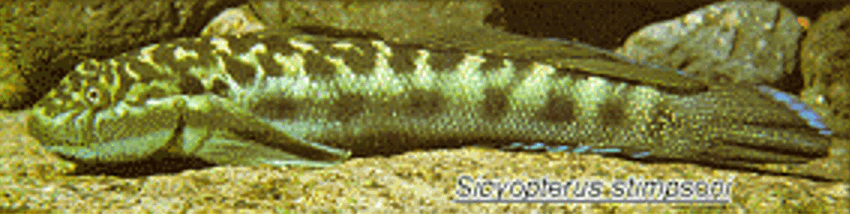
Sicyopterus stimpsoni